# Nació Seminola d'Oklahoma

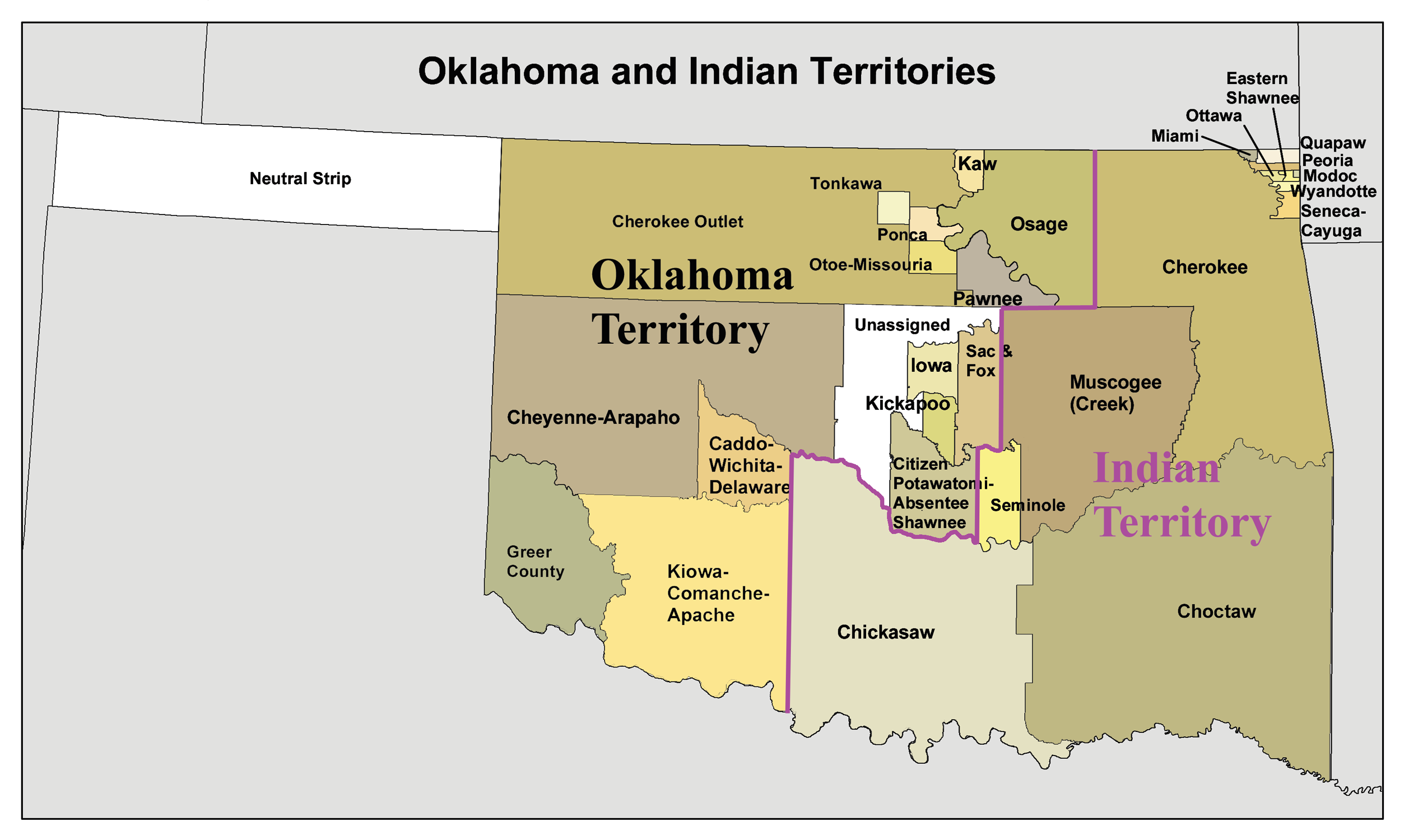
Antic Territori Indi. El territori seminola, dessota del territori creek

La Nació Seminola d'Oklahoma és una tribu reconeguda federalment de la nació ameríndia seminola amb base a l'estat d'Oklahoma. És el més gran dels tres governs seminola reconeguts pel govern federal, que inclou la Tribu Seminola de Florida i la Tribu d'Indis Miccosukee de Florida. Els seus membres són descendents dels 3.000 seminoles que foren desplaçats per la força de Florida a Territori Indi, juntament amb 800 seminoles negres, després de la Segona Guerra Seminola. La Nació Seminole d'Oklahoma té la seu a Wewoka a la seva reserva. Dels 16.388 membres registrats, 13,533 viuen a l'estat d'Oklahoma. La tribu va començar a reviure el seu govern en 1936 sota la Llei de Reorganització Índia. Mentre que la seva reserva era originalment més gran, avui la zona jurisdiccional tribal comprèn el comtat de Seminole (Oklahoma), dins de la qual té una varietat de propietats.
Els pocs centenars de seminoles restants a Florida van lluitar contra les forces estatunidenques en la Tercera Guerra Seminola, i la pau es va fer sense la seva derrota. Avui dia, els descendents d'aquestes persones han format dues tribus seminola reconegudes a nivell federal. Juntes, les tres tribus i tradicionals no organitzats a Florida va ser premiats amb un assentament de terres reclamades per valor total de 16 milions de dòlars el 1976, per gairebé 24 milions d'acres de terres confiscades pel govern dels Estats Units a Florida en 1823.

## Localització i estatut
Actualment la tribu controla 371 acres (1,51 km²) de terra cedida en fideïcomís pel govern federal com a la seva reserva. També tenen uns 53 acres (0,21 km²) de terra de ple domini. Uns 35.443 acres (143,43 km²) addicionals s'assignen com a complement a la base de la terra tribal. L'Àrea de Jurisdicció Tribal Seminola, on presta serveis als seus membres, inclou la major part del comtat de Seminole, al centre-sud d'Oklahoma, aproximadament 45 milles a l'est d'Oklahoma City.
El Complex Tribal Nació Seminola Nation es troba a la ciutat de Wewoka. Es troba en la unió de la U. S. 270 i l'Autopista 56 d'Oklahoma, a uns 30 quilòmetres al sud-est de la ciutat de Shawnee. Wevoka és la seu de diversos programes i serveis de la Nació Seminola.
La Missió Mekusukey (que inclou les oficines tribals, àrees recreatives, zones industrials i comercials, així com una àrea cultural) es troba a 2 quilòmetres al sud i 2 milles a l'oest de la ciutat de Seminole.

## Govern

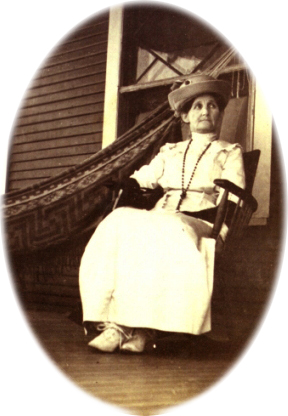
Alice Brown Davis (1852–1935), primera dona en servir com cap principal de la Nació Seminola

La Llei de Curtis va suspendre el reconeixement del govern federal dels Estats Units del govern de la tribu, en l'època de les adjudicacions de terres a la fi del segle xix i XX. Amb la Llei de ciutadania índia de 1924, els seminoles es van convertir en ciutadans nord-americans i va rebre alguns serveis de la Bureau of Indian Affairs. Després d'haver gaudit d'una aliança única, els seminoles (majoritàriament de pura sang) i el seminoles lliberts es van convertir en part de l'estat segregat d'Oklahoma, el que va afectar negativament les seves relacions.
Sota el Llei de Reorganització Índia de 1934, els seminoles van reorganitzar el seu govern. En el moment alguns dels que s'havien oposat al fet que als lliberts els repartissin la terra també es va oposar a la seva participació en el govern. Quan la Nació Seminola va aprovar la seva constitució, alguns membres volien excloure els cimarrons seminoles de la tribu, però la Constitució de la dècada de 1950 reconeix als lliberts com a ciutadans.
La Nació Seminola va ratificar una constitució el 8 de març de 1969, que va reestructurar el seu govern al llarg de les línies més tradicionals. La Nació s'ha compost des del segle xix per itálwa, viles matrilineals, incloses dues bandes de lliberts, i cadascuna representa diverses ciutats. Aquesta estructura social és també la base de la vida política i religiosa seminola. Cada banda té un cap de banda i un cap assistent que es reuneixen mensualment.
Cada banda elegeix dos representants en el Consell General. Cada banda es regeix per un conjunt d'estatuts que s'originen des de la banda. Aquesta estructura va ser aprovada per la Comissió d'Afers Indis el 15 d'april de 1969.
El Consell General Seminola, presidit pel Cap Principal i el Cap Assistent, serveix en l'òrgan de govern electe. El Cap Principal i el Cap Assistent són elegits cada quatre anys.
L'1 de juliol de 2000, la Nació Seminola va celebrar un referèndum per a una esmena constitucional que establia noves regles de pertinença: es diu que els membres havien de tenir un quàntum de sang d'un vuitè (ascendència essencialment documentada d'un membre indi en la llistes Dawes). El Consell General prohibí participar en els representants de dues bandes de lliberts. Com a resultat del canvi, al voltant de 1.200 lliberts van ser exclosos de la pertinença i de la majoria dels beneficis que oferia la tribu. La BIA va dir que el referèndum no era vàlid. La Nació va demandar al govern, en el cas Seminole Nation of Oklahoma v. Babbitt (més tard Seminole Nation of Oklahoma v. Norton) peruquè tenia el dret de determinar el seu propi estatut de membre.
La seu tribal està situada a Wewoka (Oklahoma), la seu del comtat de Seminole. El Consell General es reuneix a la seu del consell a les Terres Tribals de la Missió Mekusukey al sud de Seminole. La Nació ha estat desenvolupant una nova constitució tribal que elimini el paper de la Bureau of Indian Affairs (BIA) en les operacions del govern tribals.

## Mitjans i comunicacions
El periòdic mensual Cokv Tvlvme, publica i distribueix 10.000 còpies directament a ciutadans tribals i com a suplements en diaris locals. La Nació també produeix un programa de ràdio setmanal tots els dimarts a les 11 AM a KWSH 1260AM. També actualitzen regularment una web interactiva, situada a www.sno-nsn.gov.

## Història

### A Florida
La història de la Nació Seminola d'Oklahoma es deriva de l'etnogènesi de la tribu a Florida. Els seminoles es componen dels pobles nadius americans que van emigrar a Florida després que la majoria de les tribus indígenes originals havien disminuït o mogut.
L'explorador espanyol Pedro Menéndez de Avilés va fundar San Agustín el 1565, el primer assentament permanent a la Florida després d'almenys 60 anys d'esporàdiques visites espanyoles, va descobrir complexes cultures indígenes i els habitants que vivien de la caça, la pesca, l'agricultura i petita ramaderia. Eren tribus de tres diferents grups lingüístics bàsics: el timucua, calusa i muskogi, van ocupar la Florida i vivien en llogarets petits i ben organitzats.
El nom "seminola" prové de quan els espanyols en el segle xviii reconegueren els parlants mvskoke i els anomenaren cimarrones o "poble lliure", d'ací derivà a "seminole" en anglès. El terme s'aplicaria a tots els habitants amerindis de la Florida en el segle xviii i els seus veïns que més tard fugiren per unir-se a ells sota pressió de la invasió europea del seu territori. Els "seminoles" originals foren els oconee, als que es van unir els hecete, eufaula, mikasuki, horrewahle, tallahassee, chiaha, i apalachicola.
La Confederació Muscogee Creek tenia una presència important i perllongada al Sud-est. Esclaus fugits i els alliberats sota el govern espanyol organitzaren comunitats de cimarrons i foren aliats dels indis. Hi hagué alguns matrimonis interracials, però ambdós pobles mantingueren cultures independents, segons els estudis fets a finals del segle xx. Els negres eren armats i esdevingueren aliats en conflictes militars. Els afroamericans foren coneguts com a seminoles negres o Cimarrons Seminoles. El terme cimarrones en espanyol fou inicialment transliterat en creek com a semvlonē, que evolucionà a Semvnole.
Els Estats Units va dur a terme la Primera Guerra Seminola en 1818, per reduir les incursions en les comunitats seminoles a Geòrgia i per trencar les comunitats negres armades. En 1821 els Estats Units adquiriren la Florida espanyola, i la pressió dels colons va créixer contra el seminoles. En 1823 els Estats Units van obligar la majoria del seminoles de les zones del nord del territori a integrar-se a una reserva al centre de Florida pel Tractat de Moultrie Creek. Els seminoles continuaven marxant de la reserva i es va iniciar una segona guerra.
Després de la Segona Guerra Seminola de la dècada de 1830, la més cara dels Estats Units, s'estima que 3.000 seminoles i 800 seminoles negres foren traslladats al territori indi, molts d'ells en vaixell a través del Golf de Mèxic i fins al Mississipi. Van ser posats sota la reserva dels creek. Els anys 1830 va ser el període de deportació de totes les "cinc tribus civilitzades" del sud-est dels Estats Units.
Uns centenars de seminoles es van mantenir en els Everglades de Florida. Amb guerra de guerrilles van resistir a les forces nord-americanes durant la Tercera i última Guerra Seminola, quan els Estats Units es van retirar. Avui els seus descendents han format les tribus reconegudes federalment Tribu Seminola de Florida i Tribu d'indis Miccosukee de Florida.

### A Territori Indi

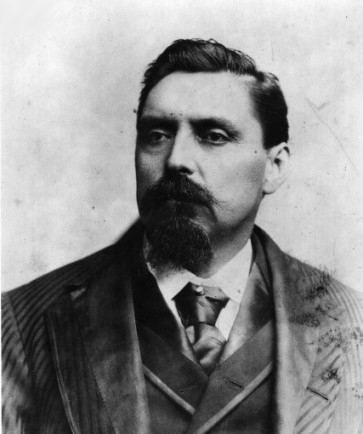
John Frippo Brown, Principal Cap de la Nació Seminola

Després del trasllat, els seminoles d'Oklahoma i Florida es desenvoluparen independentment i van tenir molt poc contacte durant cent anys.
Micanopy, que havia estat cap principal des de 1825, va dirigir la lluita seminola per obtenir una reserva independent, ja que els van col·locar per primera vegada sota els creek en Territori Indi. Va morir en 1849, després que el Govern dels Estats Units els va prometre terres separades el 1855. Els fills de la seva germana, John Jumper (1849-1853) i Jim Jumper (1853-1866), el va succeir com a caps principals abans que comencessin els Estas Units a interferir amb el govern tribal.
Mentre que els seminoles mantingueren la independència política dels creek, els dos pobles s'aproparen durant els segles XIX i XX, ja que compartien una forta tradició cultural i van començar a casar-se. La reserva Seminols originalment abastava el que avui és el comtat de Seminole, una tira d'aproximadament 15 quilòmetres entre el riu Canadian i Riu North Canadian, un total de 360.000 acres (1.500 km²). Els Estats Units va instar als indis en les reserves a adoptar l'agricultura de subsistència, però menys de la meitat de la terra era bona per a l'agricultura, i una tercera part no era ser útil per a ramaderia o l'agricultura.
Els Seminoles negres desenvoluparen novament les viles dels seminoles com ho havien fet a la frontera de Florida. A excepció de la lluita per protegir el seu poble contra els caçadors d'esclaus de fora de les seves comunitats, van gaudir de bones relacions amb el seminoles.
Després de la guerra civil americana, en la qual molts seminoles, incloent John Frippo Brown, darrer Cap Principal de la Nació Seminola, s'havia aliat amb la Confederació, es van veure obligats a fer algunes concessions de terres en virtut d'un nou tractat amb el govern dels Estats Units. Aquestes incloïen l'assignació d'una part de la seva reserva per als lliberts seminoles després de l'emancipació dels esclaus a Territori Indi el 1866. El tractat va concedir la ciutadania plena en la tribu alsals seminoles negres que van decidir quedar-se.
Com ho havien fet a Florida, els seminoles descoratjat fortament els matrimonis mixtes amb els blancs o l'adopció de formes euroamericanes. El 1900 encara eren majoritàriament de sang pura. En general, tenien poc matrimonis mixtes amb els cimarrons seminoles, que eren reconeguts com de la seva pròpia cultura. A mesura que els seminoles tenia un sistema de parentiu matrilineal, creien que els nens pertanyien a la gent de la seva mare. Nens mestissos pertanyien al clan de la mare independentment de la raça.
Després de l'Acord Seminola de 1909, les terres seminoles van ser assignades a les llars registrades als Registres Dawes, en un pla federal per fomentar l'agricultura de subsistència i l'assimilació. Nombrosos interessos volien extingir les terres tribals comunals per aconseguir l'admissió d'Oklahoma (incloent el Territori Indi) com un estat. El 1900 els lliberts seminoles sumaven al voltant de 1.000, gairebé un terç del total de la tribu seminola a Oklahoma. La Comissió Dawes va establir dues llistes de registre independents per a indis seminoles i lliberts. Es van convertir en ciutadans dels Estats Units en un estat racialment segregat.
Els lliberts seminoles van patir discriminació legal i restriccions addicionals en l'estat. Alguns marxaren al Canadà o a altres estats. La segregació de la societat en general va obrir una bretxa entre les comunitats. El lliberts van perdre ràpidament la terra a través d'especuladors de terres sense escrúpols, ja que les seves vendes de terres no van ser supervisats per la Bureau of Indian Affairs. Els seminoles també van perdre terres, de vegades a través de les accions de supervisors que se suposava que els anaven a ajudar.

### Condicions actuals
Avui la Nació Seminola d'Oklahoma es troba al comtat de Seminole (Oklahoma). Tot el comtat de Seminole és una part de la jurisdicció original de la Nació Seminola, i cobreix aproximadament 633 milles quadrades. El comtat és un tauler d'escacs de la propietat tribal, assignacions, terres índies restringits, i comunitats indígenes dependents. Els amerindis constitueixen el 22% de la població del comtat de Seminole.
La població del comtat de Seminole és de 5.315 ciutadans tribals, d'acord amb l'Oficina d'Inscripció Tribal de la Nació Seminola. El registre total de la Nació Seminola d'Oklahoma és d'aproximadament 17.000 membres. Segons dades del Cens dels Estats Units de 2000 per al Comtat de Seminole, els autoidentificat com a amerindis (una raça només) són 4.328, i els amerindis (una raça o combinació amb una altra raça) són 5.485.

## Notables seminoles d'Oklahoma
- Fred Beaver (1911-1980), pintor de cavallet, muralista
- John Chupco (d. 1881), cap durant el Camí de les Llàgrimes
- John Frippo Brown, darrer Cap Principal abans de la dissolució del govern.
- Alice Brown Davis (1852–1935), appointed in 1922 by President Warren G. Harding as Principal Chief, first woman in that position
- William Dawson (seminola), senador estatal d'Oklahoma pel districte de Seminole, i advocat dels lliberts seminoles[10]
- Enoch Kelly Haney, polític i artista
- Benjamin Harjo, Jr., pintor, i advocat
- Edmond Harjo, darrer supervivent Seminole Code Talker de la Segona Guerra Mundial i rebedor el 2013 de la Medalla d'Or del Congrés[11][12]
- Jim Jumper, cap principal, 1853-després de la guerra civil, fins que els Estats Units interferiren en la successió[13]
- Micanopy, principal cap durant la Deportació fins a la seva mort el 1849 a Territori Indiref name="sattler"/>
- Johnny Tiger, Jr., artista
- Richmond Jimmie Tiger (1928 – 2009),[14] cap principal en 1976 durant les reclamacions de terres[15]